# 好きです!青春のフォーク&ポップス
『好きです!青春のフォーク&ポップス』は、2014年6月4日に発売された、フォーク・ニューミュージックのコンピレーション・アルバムである。

## 収録曲

### DISC1
| 曲順 | タイトル                                                                               | アーティスト   | ジャンル           |
| ---- | -------------------------------------------------------------------------------------- | -------------- | ------------------ |
| 1    | 神田川 （作詞：喜多条忠／作曲：南こうせつ） （発売日：1973年9月20日）                  | かぐや姫       | フォーク           |
| 2    | 旅の宿 （作詞：岡本おさみ／作曲：吉田拓郎） （発売日：1972年7月1日）                   | よしだたくろう | ニューミュージック |
| 3    | なごり雪 （作詞・作曲：伊勢正三） （発売日：1975年11月5日）                            | イルカ         | ニューミュージック |
| 4    | 青空、ひとりきり （作詞・作曲：井上陽水） （発売日：1975年11月25日）                   | 井上陽水       | ニューミュージック |
| 5    | Wake Up （作詞・作曲：財津和夫） （発売日：1979年12月20日）                            | 財津和夫       | ニューミュージック |
| 6    | 安奈 （作詞・作曲：甲斐よしひろ） （発売日：1979年10月5日）                            | 甲斐バンド     | ニューミュージック |
| 7    | 長い夜 （作詞・作曲：松山千春） （発売日：1981年4月21日）                              | 松山千春       | ニューミュージック |
| 8    | グッド・バイ・マイ・ラブ （作詞：なかにし礼／作曲：平尾昌晃） （発売日：1974年4月5日） | アン・ルイス   | ニューミュージック |
| 9    | ジョニーの子守唄 （作詞：谷村新司／作曲：堀内孝雄） （発売日：1978年6月20日）          | アリス         | ニューミュージック |
| 10   | 池上線 （作詞：佐藤順英／作曲：西島三重子） （発売日：1976年4月25日）                  | 西島三重子     | ニューミュージック |
| 11   | 妹 （作詞：喜多条忠／作曲：南こうせつ） （発売日：1974年5月20日）                      | かぐや姫       | フォーク           |
| 12   | どうにかなるさ （作詞：山上路夫／作曲：かまやつひろし） （発売日：1970年4月5日）       | かまやつひろし | フォーク           |
| 13   | 別涙 (わかれ) （作詞・作曲：因幡晃） （発売日：1976年6月25日）                         | 因幡晃         | ニューミュージック |
| 14   | 赤ちょうちん （作詞：喜多条忠／作曲：南こうせつ） （発売日：1974年1月10日）            | かぐや姫       | フォーク           |
| 15   | 夏の少女 （作詞・作曲：南こうせつ） （発売日：1977年6月5日）                           | 南こうせつ     | ニューミュージック |
| 16   | 落陽 （作詞：岡本おさみ／作曲：吉田拓郎） （発売日：1976年9月25日）                    | 山田パンダ     | ニューミュージック |
| 17   | 愛は幻 （作詞・作曲 : 大貫妙子） （発売日：1976年）                                    | 大貫妙子       | ニューミュージック |
| 18   | さよなら人類 （作詞・作曲：柳原幼一郎） （発売日：1990年5月5日）                       | たま           | フォーク・ロック   |
| 19   | とどけ・愛 （作詞・作曲：タッジオ） （発売日：1981年9月20日）                          | とみたゆう子   | ニューミュージック |
| 20   | ささやかなこの人生 （作詞・作曲：伊勢正三） （発売日：1976年6月25日）                  | 風             | ニューミュージック |

### DISC2
| 曲順 | タイトル                                                                                 | アーティスト         | ジャンル           |
| ---- | ---------------------------------------------------------------------------------------- | -------------------- | ------------------ |
| 1    | 22才の別れ （作詞・作曲：伊勢正三） （発売日：1975年2月5日）                             | 風                   | フォーク           |
| 2    | 銀の指環 （作詞・作曲：財津和夫） （発売日：1974年1月20日）                              | チューリップ         | ニューミュージック |
| 3    | 僕にまかせてください （作詞・作曲：さだまさし） （発売日：1975年4月10日）                | クラフト             | フォーク           |
| 4    | なのにあなたは京都へゆくの （作詞：脇田なおみ／作曲：藤田哲朗） （発売日：1971年9月5日） | チェリッシュ         | フォーク           |
| 5    | 夕暮れ時はさびしそう （作詞・作曲：天野滋） （発売日：1974年7月10日）                    | NSP                  | フォーク           |
| 6    | 出発の歌 （作詞：及川恒平／作曲：小室等） （発売日：1971年11月）                         | 上條恒彦＆六文銭     | フォーク           |
| 7    | どうぞこのまま （作詞・作曲：丸山圭子） （発売日：1976年7月5日）                         | 丸山圭子             | フォーク           |
| 8    | 結婚するって本当ですか （作詞：久保田広子／作曲：榊原政敏） （発売日：1974年6月1日）     | ダ・カーポ           | フォーク           |
| 9    | 海岸通 （作詞・作曲：伊勢正三） （発売日：1979年4月25日）                                | イルカ               | フォーク           |
| 10   | 東京 （作詞・作曲：森田貢） （発売日：1974年10月25日）                                   | マイ・ペース         | ニューミュージック |
| 11   | ソバカスのある少女 （作詞：松本隆／作曲：鈴木茂） （発売日：1975年11月25日）             | ティン・パン・アレー | ニューミュージック |
| 12   | 君と歩いた青春 （作詞・作曲：伊勢正三） （発売日：1976年11月25日）                       | 風                   | ニューミュージック |
| 13   | 別れのサンバ （作詞・作曲：長谷川きよし） （発売日：1969年7月25日）                      | 長谷川きよし         | フォーク           |
| 14   | 風の街 （作詞：喜多條忠／作曲：吉田拓郎） （発売日：1975年6月23日）                      | 山田パンダ           | ニューミュージック |
| 15   | 僕の胸でおやすみ （作詞・作曲：山田パンダ） （発売日：1973年7月1日）                     | かぐや姫             | フォーク           |
| 16   | 風にのせて （作詞・作曲：イルカ） （発売日：1975年3月25日）                              | イルカ               | フォーク           |
| 17   | 夢一夜 （作詞：阿木燿子／作曲：南こうせつ） （発売日：1978年10月25日）                   | 南こうせつ           | フォーク           |
| 18   | 精霊流し （作詞・作曲：さだまさし） （発売日：1974年4月25日）                            | グレープ             | フォーク           |
| 19   | あの唄はもう唄わないのですか （作詞・作曲：伊勢正三） （発売日：1975年12月10日）         | 風                   | フォーク           |
| 20   | Get Along Together -愛を贈りたいから- （作詞・作曲：山根康広） （発売日：1993年1月21日） | 山根康広             | J-POP              |